# Відносини між Швейцарією та США
Дипломатичні відносини між Швейцарією та Сполученими Штатами були встановлені в 1853 році США і в 1868 році Швейцарією. Перше дипломатичне представництво США було відкрито в Базелі в 1853 році.

## Історія

### Консульські відносини
Після завершення наполеонівських війн багато швейцарців шукали більш мирного та заможного життя в Америці. Значна кількість емігрувала до Сполучених Штатів, особливо з кантонів Во та Люцерн. Ще в 1815 році представники двох відповідних кантонів запропонували Федеральному парламенту відкрити консульство у Філадельфії або Нью-Йорку для забезпечення прав їхніх торговців та емігрантів. Наступного року сейм постановив створити консульство в Нью-Йорку. Спочатку було вирішено, що їхній консул буде обраний зі швейцарського населення в Америці, але призначення так і не було зроблено. У липні 1822 року, після консультацій зі швейцарсько-американським дипломатом Альбертом Галлатеном, сейм призначив своїх перших двох консулів у Сполучених Штатах: Генрі Казимира де Рама з Івердон-ле-Бен, кантон Во, банкіра і торговця, а тодішнього резидента Нью-Йорк; і Антуан Чарльз Казенов з Женеви, торговець вином і тютюном, який тоді проживав у Александрії, штат Вірджинія. Ніклаус Рудольф фон Ваттенвіль, голова парламенту, надіслав листа президенту Сполучених Штатів Джеймсу Монро, просячи його надати призначеним екзекватуру та наголошуючи на ліберальних і федеральних характеристиках, спільних для конституцій обох країн. Цей лист став першим офіційним листуванням між урядами Швейцарії та Сполучених Штатів і створив прецедент для характеру відносин між ними протягом решти 1800-х років .
Сполучені Штати надали екзекватуру. Галлатін порадив сейму, як розділити територію, якою мали керувати два нових консули. Де Рам взяв на себе відповідальність за округ, що охоплював штати Нова Англія, Нью-Йорк, Нью-Джерсі, Пенсільванія, Делавер і штати на північ від річки Огайо. Казенов керував рештою Сполучених Штатів. Їхнім головним завданням був захист інтересів і власності швейцарських іммігрантів і мандрівників, особливо торговців. Обидва виконували свої обов'язки на почесній посаді поза межами своєї звичайної роботи, де Рам працював до 1842 року, а Казенов - до 1852 року. Обов'язки останнього під час його подальшої служби ставали все більш дипломатичними .
Експорт бавовни та шовку зі Швейцарії до Сполучених Штатів значно зріс протягом 1820-х років, що зробило більш бажаним для останніх заснувати власне консульство. У 1830 році Джон Г. Бокер, бізнесмен із Нью-Йорка та друг головного клерка Державного департаменту Деніела Брента, був призначений першим американським консулом у Швейцарії. Тієї осені він прибув до Берна і був тепло прийнятий головою сейму . Очікуючи, поки його доручення буде схвалено 22 кантонами, Бокер переїхав до Базеля, оскільки більшість швейцарського експорту до Америки проходила через нього. Нетерплячий до стомлюючої природи децентралізованого уряду, він відкрив своє консульство в жовтні без офіційного визнання Швейцарією.
Консули Сполучених Штатів у Швейцарії були зайняті в перші роки свого існування. Оскільки їхні доходи залежали від мита на перевірені та схвалені товари, багато американських консулів були змушені вести власний бізнес за додаткові гроші, що відволікало їх увагу від їхніх офіційних обов’язків. Поки вони були у відрядженнях, консульство залишалося під опікою віце-консула або агента, зазвичай найманого купця. Через відсутність консула один агент ненадовго переніс консульство до Цюріха в 1843 році, хоча воно було повернуто до Базеля наступного року після прибуття нового призначеного, Сета Т. Отіса.

## Дипломатичні відносини
Дипломатичні відносини були встановлені в 1853 році США і в 1868 році Швейцарією. Перше дипломатичне представництво США було відкрито в Базелі в 1853 році.
Посольство США в Швейцарії знаходиться в Берні. Місія США при Європейському офісі ООН та інших міжнародних організаціях, місія США при СОТ і делегація США на Конференції з роззброєння знаходяться в Женеві. Американські центри та консульські установи також знаходяться в Цюріху та Женеві. Посол США в Швейцарії також акредитований в Ліхтенштейні.
Відносини увійшли в напружену фазу під час судового процесу Всесвітнього єврейського конгресу проти швейцарських банків, який почався в 1995 році. Американський уряд підтримав спадкоємців жертв Голокосту, і швейцарцям довелося переоцінити роль Швейцарії під час Другої світової війни. Одним із вжитих кроків була публікація імен власників неактивних рахунків у швейцарських банках, з несподіваним результатом, що Рене Мей, померла в 1970 році, і мати тодішнього американського посла Мадлен Кунін була серед імен.
Станом на січень 2021 року посла США у Швейцарії тимчасово утримує Єва Вайгольд Шульц, а станом на серпень 2019 року послом Швейцарії в США є Жак Піттелоуд.
Крім того, Швейцарія діє як держава-захисник відносин та інтересів між США та Іраном, оскільки Сполучені Штати розірвали відносини з Іраном у 1980 році під час Іранської революції та кризи із заручниками в Ірані. У період з 1963 по 2015 рік Швейцарія виступала державою-захисником між Кубою та Сполученими Штатами, доки посольства не були відновлені в Гавані та Вашингтоні, округ Колумбія.
Швейцарія має посольство у Вашингтоні, округ Колумбія, і має генеральні консульства в Атланті, Бостоні, Чикаго, Лос-Анджелесі, Нью-Йорку та Сан-Франциско.
У якийсь момент Генеральне консульство Швейцарії в Х’юстоні проживало в номері 1040 Two Allen Center ; місія закрилася в 2006 році .
29 березня 2021 року на посла Швейцарії в США Жака Піттелуда напав невідомий зловмисник у його резиденції на Cathedral Drive Northwest (при посольстві). Щоб вивести небажаного гостя з приміщення, довелося викликати агента секретної служби. Пізніше було встановлено, що зловмисник був жителем Портленда, штат Орегон. Посольство Швейцарії у Вашингтоні подякувало Секретній службі США та Департаменту столичної поліції за швидку реакцію.
Швейцарія була країною, яка приймала саміт Росія-Сполучені Штати у Женеві 2021 року.
У 2022 році Гельсінська комісія Конгресу США заявила:
Швейцарія, яка давно відома як місце, де військові злочинці та клептократи ховають свої грабунки, є головним джерелом підтримки російського диктатора Володимира Путіна та його наближених. Після пограбування Росії Путін та його олігархи використовують швейцарські закони про секретність, щоб приховати та захистити доходи від своїх злочинів.
Обидві країни користуються історично тісними зв’язками, спільними інтересами, спільними традиціями та надзвичайною політичною подібністю як федеративні союзи незалежних держав із представницькими демократіями.

## Двосторонні договори
Перші чотири роки співпраці в рамках Об’єднаної американсько-швейцарської економічної комісії (JEC) сприяли пожвавленню двосторонніх зв’язків, зафіксувавши досягнення в ряді сфер, включаючи консультації щодо боротьби з відмиванням грошей, протидії тероризму та співробітництва у сфері фармацевтичного регулювання; конференція з питань електронного урядування; та відновлення програми студентського/культурного обміну імені Фулбрайта.
У 2006 році Сполучені Штати та Швейцарія підписали три нові угоди, які доповнять JEC. Перша з нових угод – це Розширена політична рамка, підписана заступником державного секретаря з політичних справ Ніколасом Бернсом і державним секретарем Швейцарії Міхаелем Амбюлем. Друга угода – це Форум про торговельну та інвестиційну співпрацю, підписана тодішніми США. Торговий представник Роб Портман і тодішній міністр економіки та торгівлі Джозеф Дайс. Остання угода є переглянутою Оперативною робочою домовленістю про співпрацю правоохоронних органів у боротьбі з тероризмом і була підписана генеральним прокурором США Альберто Гонзалесом і тодішнім міністром юстиції Швейцарії Крістофом Блохером.
У лютому 2013 року Федеральна рада Швейцарії дозволила підписати із США Закон про дотримання податкового законодавства з іноземних рахунків (FATCA). Ці угоди змушують усі швейцарські банки інформувати Службу внутрішніх доходів про незадекларовані офшорні рахунки. Ці нові правила будуть застосовані до 2014 року і, у свою чергу, гарантуватимуть швейцарським банкам продовження операцій у США.
У липні 2015 року Швейцарія та Сполучені Штати підписали угоду про еквівалентність органічних харчових продуктів; будь-який продукт, сертифікований як органічний в одній країні, може продаватися як органічний в іншій.
У липні 2019 року Сенат США схвалив Угоду про уникнення подвійного оподаткування (DTA) зі Швейцарією, яку вже прийняв швейцарський парламент у 2010 році. Нова угода, яка поширюється на рахунки з 23 вересня 1999 року, вносить зміни до податкової угоди 1996 року та регулює запити на інформацію про фінансові рахунки з боку органів влади США, а також звільнення від пенсійних заощаджень громадян США.

## Торгівля
Загальний обсяг прямих інвестицій Швейцарії в США становить 300 мільярдів доларів (2020 рік). Швейцарські компанії безпосередньо підтримують півмільйона робочих місць у Сполучених Штатах (2019).
У 2020 році загальний експорт товарів із США склав 18,3 мільярда доларів США, а послуг (переважно бізнес-послуги та ліцензії на інтелектуальну власність) – понад 42 мільярди доларів США. З точки зору загального обсягу торгівлі Сполучені Штати є другим за величиною торговим партнером Швейцарії, попереду Німеччини та за нею Китаю. Загальний обсяг прямих інвестицій США в Швейцарію оцінювався в 229 мільярдів доларів (2019 рік). Американські компанії наймають у Швейцарії близько 100 000 працівників.
Уряд Швейцарії планує придбати 36 винищувачів F-35A у Lockheed Martin (щоб замінити старіючий флот F/A-18) і п’ять зенітних ракет Patriot у Raytheon на загальну суму понад 8 мільярдів доларів (2021).